# NGC 796
NGC 796 في الفهرس العام الجديد، هي مجرة، تقع في كوكبة حية الماء. اكتشفت في 18 سبتمبر 1835 بواسطة جون هيرشل.

## روابط خارجية
- NGC 796 على موقع ويكي سكاي: DSS2, SDSS, GALEX, IRAS, Hydrogen α, X-Ray, Astrophoto, Sky Map, Articles and images